# 丸加奈子
丸 加奈子（まる かなこ）は、日本のアニメーター。アナザープッシュピン・プランニング（A.P.P.P.）出身。

## 参加作品

### テレビアニメ
- 名探偵コナン （1996年 - ）OP原画
- 課長王子 （1999年）原画
- メダロット魂 （2000年 - 2001年）原画
- あぃまぃみぃ!ストロベリー・エッグ （2001年）原画
- サイボーグ009 THE CYBORG SOLDIER （2001年 - 2002年）原画
- プロジェクトアームズ PROJECT ARMS （2001年 - 2002年）原画
- 天使な小生意気 （2002年 - 2003年）原画
- 高橋留美子劇場 （2003年）
- 高橋留美子劇場 人魚の森 （2003年）OP･ED原画
- GUNSLINGER GIRL（2003年 - 2004年）原画
- 十兵衛ちゃん2 -シベリア柳生の逆襲- （2004年）原画
- 天上天下 （2004年）原画
- MONSTER （2004年 - 2005年）作画監督
- 甲虫王者ムシキング 森の民の伝説 （2005年 - 2006年）原画
- ケモノヅメ （2006年）原画
- 史上最強の弟子ケンイチ （2006年 - 2007年）原画
- 風の少女エミリー （2007年）原画
- 電脳コイル （2007年）原画
- ミチコとハッチン （2008年 - 2009年）原画
- キャシャーン Sins （2008年 - 2009年）作画監督、原画
- 青い文学シリーズ「こゝろ」 （2009年）原画
- 戦う司書 The Book of Bantorra （2010年）原画
- RAINBOW-二舎六房の七人- （2010年）原画
- 四畳半神話大系 （2010年）原画
- 夢喰いメリー （2011年）原画
- LUPIN the Third -峰不二子という女- （2012年）原画
- THE UNLIMITED 兵部京介 （2013年）原画
- ピンポン THE ANIMATION （2014年）原画
- 東京喰種-トーキョーグール-√A（2015年）原画、第二原画
- ジョジョの奇妙な冒険 スターダストクルセイダース エジプト編（2015年）原画
- コメット・ルシファー（2015年）原画
- 七つの大罪 聖戦の予兆（2016年）OP原画
- 魔法陣グルグル（2017年）第二原画

### 劇場アニメ
- 人狼 JIN-ROH （2000年）動画
- 名探偵コナン 戦慄の楽譜 （2008年）原画
- それいけ!アンパンマン だだんだんとふたごの星 （2009年）原画
- マクロスF 虚空歌姫〜イツワリノウタヒメ〜 （2009年）原画
- 名探偵コナン 天空の難破船 （2010年）原画
- それいけ!アンパンマン ブラックノーズと魔法の歌 （2010年）原画
- REDLINE （2010年）原画
- 名探偵コナン 沈黙の15分（2011年）原画
- それいけ!アンパンマン すくえ! ココリンと奇跡の星（2011年）原画
- とある飛空士への追憶 （2011年）原画
- 伏 鉄砲娘の捕物帳 （2012年）メインアニメーター
- それいけ!アンパンマン りんごぼうやとみんなの願い（2014年）原画
- LUPIN THE IIIRD 次元大介の墓標（2014年）原画
- THE LAST -NARUTO THE MOVIE-（2014年）原画
- それいけ!アンパンマン ミージャと魔法のランプ（2015年）原画
- LUPIN THE ⅢRD 血煙の石川五ェ門（2017年）原画
- 夜明け告げるルーのうた（2017年）原画
- 劇場版 フリクリ プログレ（2018年）原画
- 劇場版 幼女戦記（2019年）原画
- 犬王（2022年）第二原画

### Webアニメ
- 日本アニメ（ーター）見本市「ENDLESS NIGHT」（2015年）原画
- DEVILMAN crybaby（2018年）原画